# Câmara de Comércio e Indústria Luso-Chinesa
A Câmara de Comércio e Indústria Luso-Chinesa (CCILC) (em chinês 葡中工商会), criada em 1978, é uma associação Portuguesa com sede em Lisboa e delegação em Macau. Foi a primeira instituição que, de um modo sistemático e persistente, auxiliou ao desenvolvimento do relacionamento económico e comercial entre Portugal e a República Popular da China.
Fundada antes do restabelecimento das relações diplomáticas entre Portugal e a República Popular da China, a CCILC procura há 40 anos fomentar a dinamização das relações económicas e comerciais e facilitar a interacção entre as empresas e instituições dos dois países.

## História
Em 1976, um grupo de comerciantes e industriais portugueses (entre os quais o Tenente Coronel Ferreira da Cunha, António Nolasco, Rogério de Matos e Henrique de Jesus e Azevedo Botelho), encetaram diligências para a criação de uma Câmara de Comércio e Indústria Luso-Chinesa, com o objetivo de facilitar e fomentar o intercâmbio económico entre Portugal e a República Popular da China.
Estabeleceram-se contactos informais com as autoridades Chinesas, que só foram possíveis com o apoio da Associação de Amizade Portugal-China e com a iniciativa de Manuel Bulhosa e Silas Chou. Em Janeiro de 1977, após acordo de princípio das autoridades Chinesas, as autoridades Portuguesas reconheceram formalmente a CCILC através dos gabinetes do Primeiro-Ministro e do Ministro de Comércio Externo.
Na génese e no desenvolvimento da CCILC estiveram diversas empresas de renome, como a Amorim & Irmão, a Sogrape, a Air France, entre outras, mas a maior representatividade veio sempre do sector financeiro através dos Bancos Borges & Irmão, Fonsecas & Burnay, Pinto & Sotto Maior, Português do Atlântico, Nacional Ultramarino, Espirito Santo e Comercial de Lisboa e a União de Bancos Portugueses.

## Direção CCILC
- EDP - Energias de Portugal
- CGD - Caixa Geral de Depósitos
- China Three Gorges Corporation
- Estoril Sol
- Banco Comercial Português
- Profabril XXI
- REN - Redes Energéticas Nacionais
- Novo Banco
- Haitong Bank
- MSC - Mediterranean Shipping Company
- Fidelidade
- Edeluc
- Huawei